# Melikgazi (district)
Melikgazi is een Turks district in de provincie Kayseri en telt 425.092 inwoners (2007). Het district heeft een oppervlakte van 454,1 km². Hoofdplaats is Melikgazi.
De bevolkingsontwikkeling van het district is weergegeven in onderstaande tabel.
| 1997    | 2000    | 2007    |
| ------- | ------- | ------- |
| 256.830 | 311.322 | 425.092 |